# La gallina profeta de Leeds
La gallina profeta de Leeds se refiere a un hecho histórico relacionado con el fin del mundo, ocurrido en Leeds (Inglaterra), en el año 1806, cuando los habitantes de dicho lugar empezaron a creer que el día del juicio final estaba cerca ya que una gallina había empezado a poner huevos con la frase en inglés «Christ is coming» (‘Cristo viene’) en cada uno.
Sin embargo, más tarde se descubrió que todo había sido un bulo o fraude de la psíquica Mary Bateman, quien había escrito en los huevos usando vinagre y reinsertándolos en el oviducto de la galina.
En la época en que Mary Bateman realizó este bulo (principios de 1806), estaba envenenando a una pareja de creyentes, William y Rebecca Perigo, que creían que estaban embrujados. En mayo de 1806 falleció Rebecca, y finalmente Mary Bateman fue encarcelada y ahorcada el 20 de marzo de 1809.